# Życica trwała
Życica trwała, rajgras angielski (Lolium perenne L.) – gatunek rośliny z rodziny wiechlinowatych. Występuje w Europie, północnej Afryce i zachodniej Azji. W Polsce jest gatunkiem pospolitym, przy czym zarówno rośnie w stanie dzikim, jak i jest również rośliną uprawną.

## Morfologia

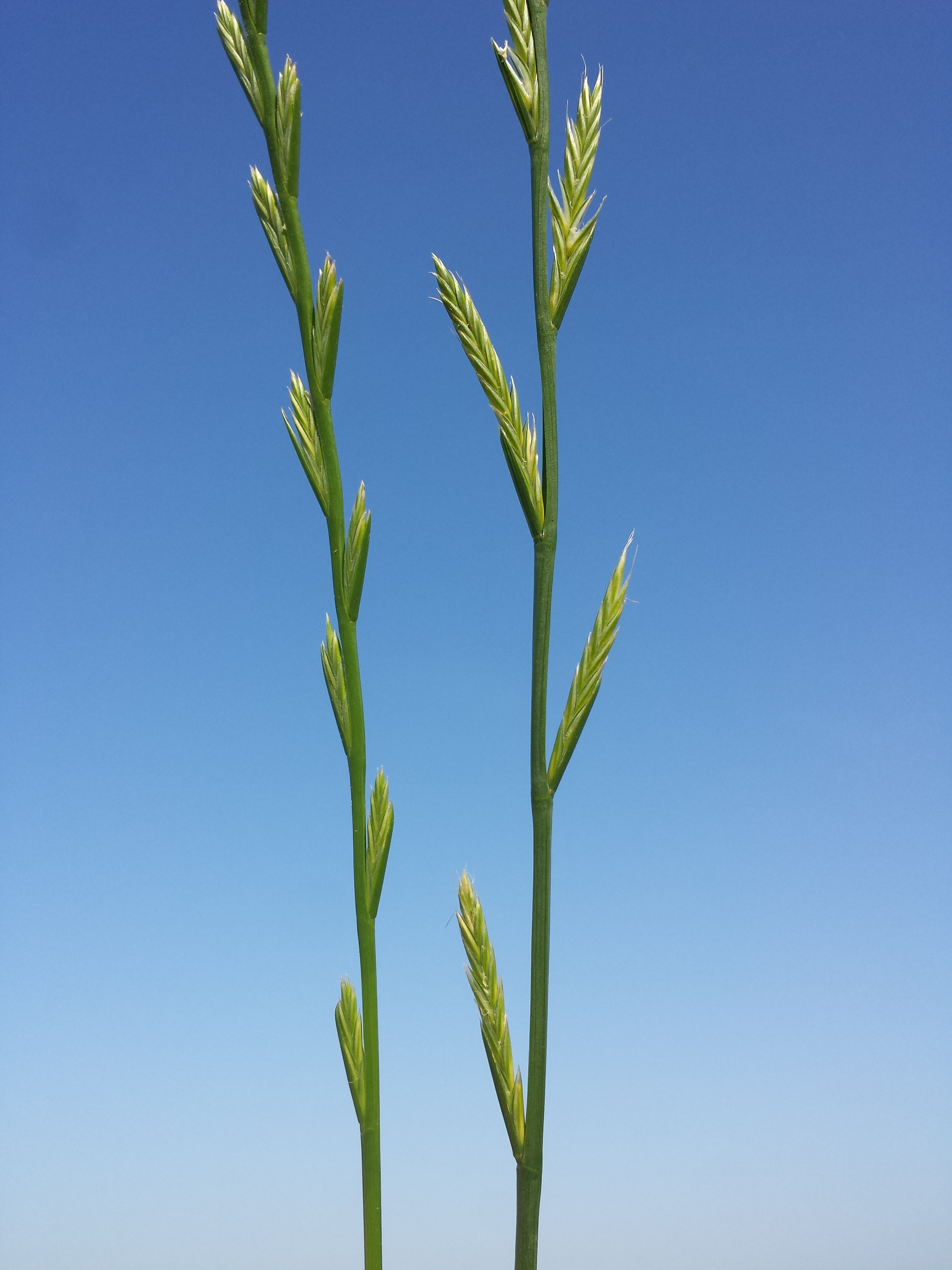
Kwiatostan życicy trwałej po lewej i wielokwiatowej po prawej

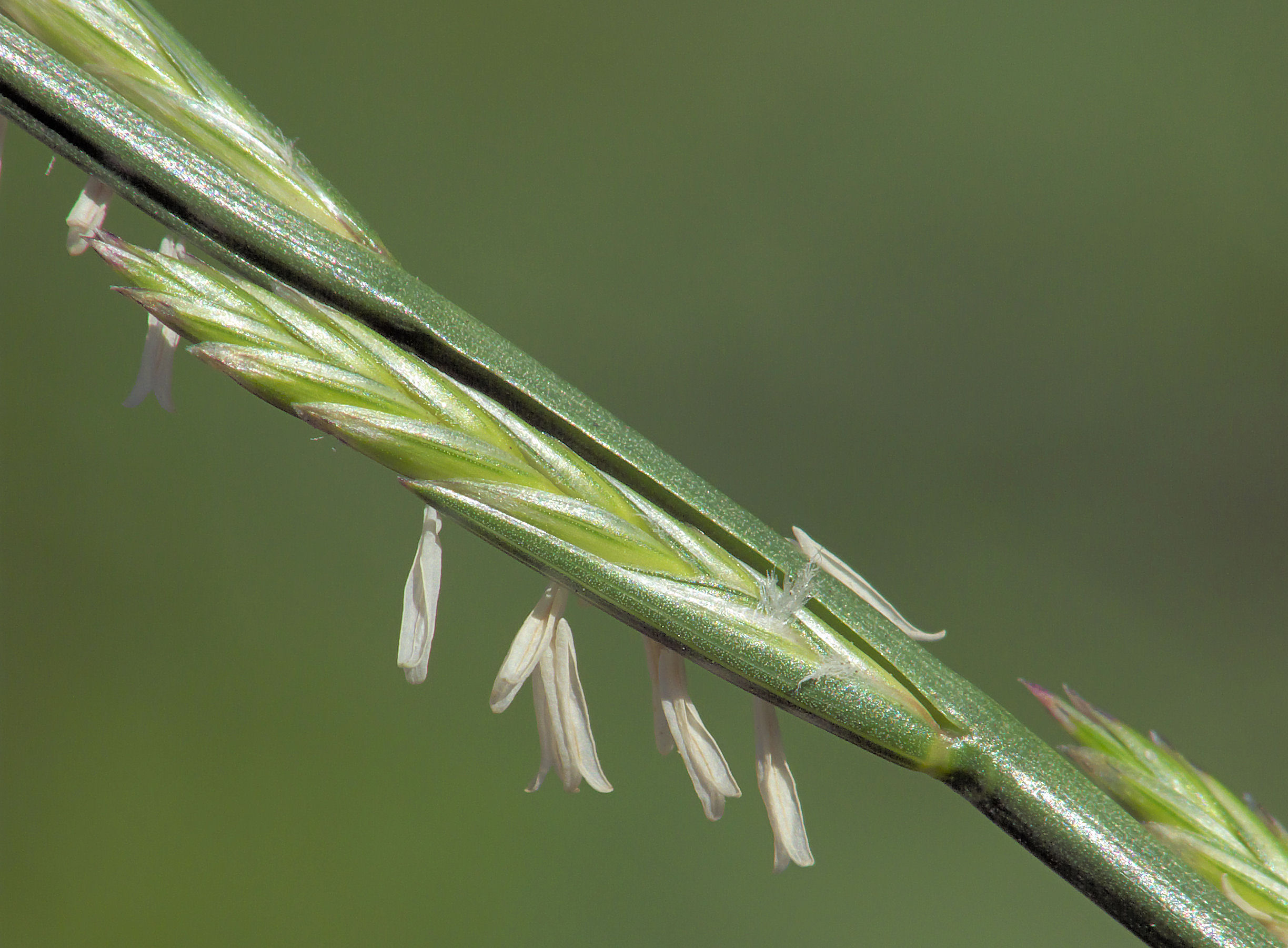
Kłosek

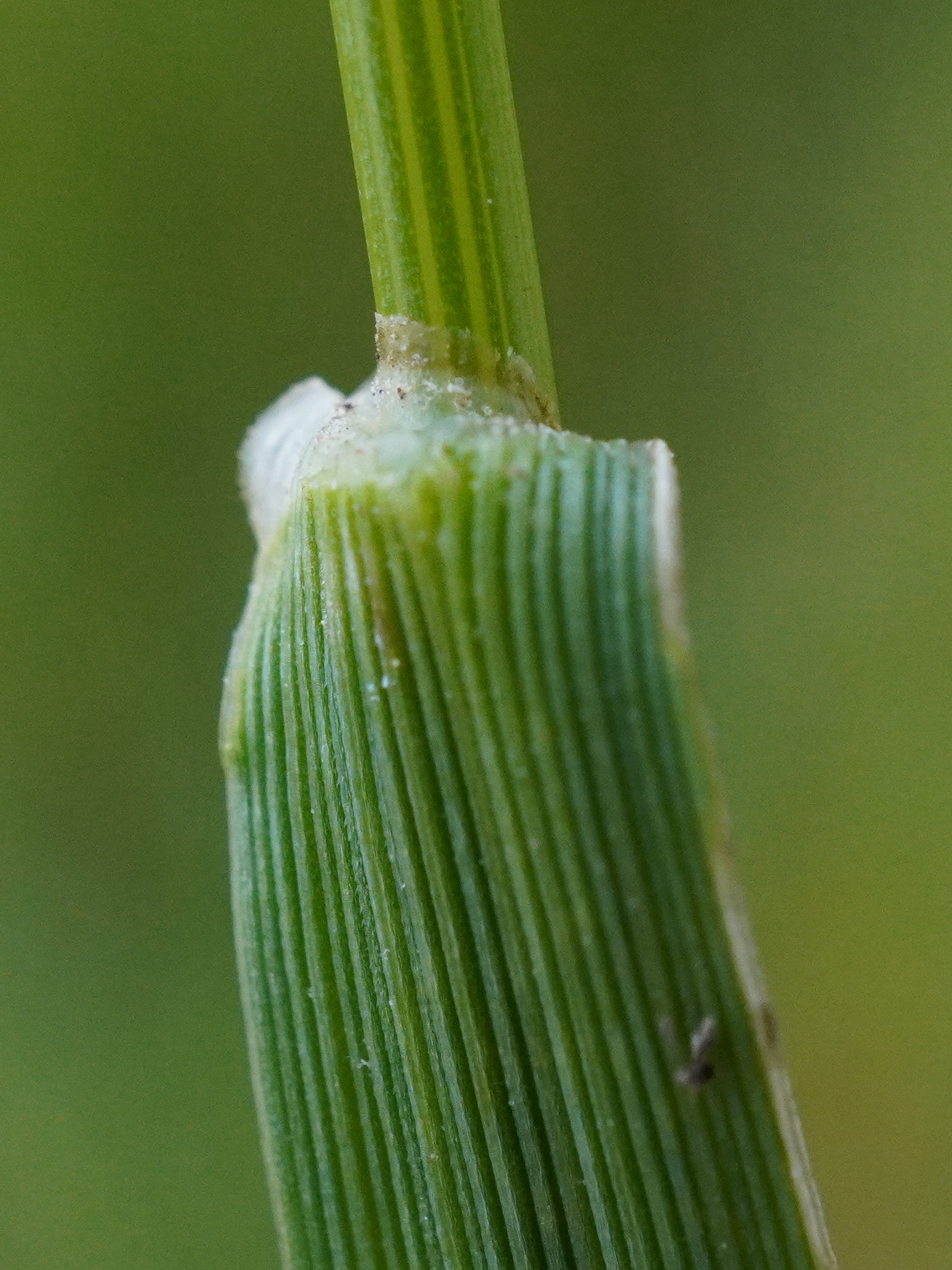
Nasada blaszki liściowej

PokrójTrawa luźnokępowa, tworząca liczne pędy płonne. Ma bardzo dobrze rozwinięty system korzeniowy, o płytkim zasięgu, tworzący zbitą darń.
ŁodygaGładkie źdźbło o wysokości do 60 cm.
LiścieDługie, żywozielone, płaskie, w młodości złożone na pół. Na stronie górnej są bruzdkowane, na spodniej połyskujące. Języczek liściowy krótki, o krótkich uszkach, pochwy gładkie, dołem czerwone.
KwiatyZebrane w kłos o długości do 20 cm, który jest złożony z 10-20 kłosków zwróconymi węższą stroną do osadki. Kłoski są spłaszczone i ułożone po dwu stronach osi kłosa i zwrócone do niej ostrym końcem. Nieco odstające kłoski zawierają 2-10 kwiatów każdy. Plewy o długości 1/3 kłoska i równe długością plewce dolnej, która jest cienka i podługowato-lancetowata. Kwitnie od maja do września.
OwocZiarniak. Dojrzały ma długość 3 razy większą od szerokości.

## Biologia i ekologia
Rośnie na pastwiskach, przydrożach i na nie utwardzonych drogach. Hemikryptofit. W klasyfikacji zbiorowisk roślinnych gatunek charakterystyczny dla O./All. Polygonion avicularis.

## Zmienność
Tworzy mieszańce z życicą lnową, życicą wielokwiatową, kostrzewą czerwoną, kostrzewą łąkową, kostrzewą olbrzymią, kostrzewą trzcinową.

## Zastosowanie
Życica trwała jest bardzo cenną trawą pastewną. Świetnie nadaje się na pastwiska, gdyż bardzo dobrze wykorzystuje azot zawarty w odchodach zwierząt. Nadaje się na łąki, na których wypasa się owce i które są nawożone przez koszarowanie. Odznacza się bardzo dużą smakowitością oraz łatwością zrywania liści, dlatego stosuje się ją na pastwiskach dla koni, drobiu, kóz, bydła. Żywozielone, a od spodu błyszczące liście powodują, że jest stosowana również na trawniki.
Gatunek bardzo szybko wschodzący po siewie, szybko rozpoczyna wegetację na wiosnę, bardzo szybko odrasta, np. po skoszeniu lub spasaniu. W postaci zielonej utrzymuje się do późnej jesieni, w wiosennych odrostach tworzy głównie pędy generatywne. Jest trawą o silnej konkurencyjności – staje się dominantem. Jest gatunkiem wrażliwym na stresowe warunki termiczne i klimatyczne, źle znosi susze letnie, czasem wymarza w zimie. Nie lubi długo zalegającej pokrywy śnieżnej. Rośnie najlepiej na glebach czarnych, żyznych, mineralnych. Gorsze efekty daje na glebach murszowych – głównie torfowych. Bardzo szybko reaguje na nawożenie azotowe. Na łąkach rzadko koszonych (dwukośnych) występuje tylko w runi, gdyż wymaga dużej ilości światła (jest światłolubna).
Znajduje się w rejestrze roślin uprawnych Unii Europejskiej.